# Nova Kapela (żupania zagrzebska)
Nova Kapela – wieś w Chorwacji, w żupanii zagrzebskiej, w gminie Dubrava. W 2011 roku liczyła 243 mieszkańców.